# قانون النسب الثابتة

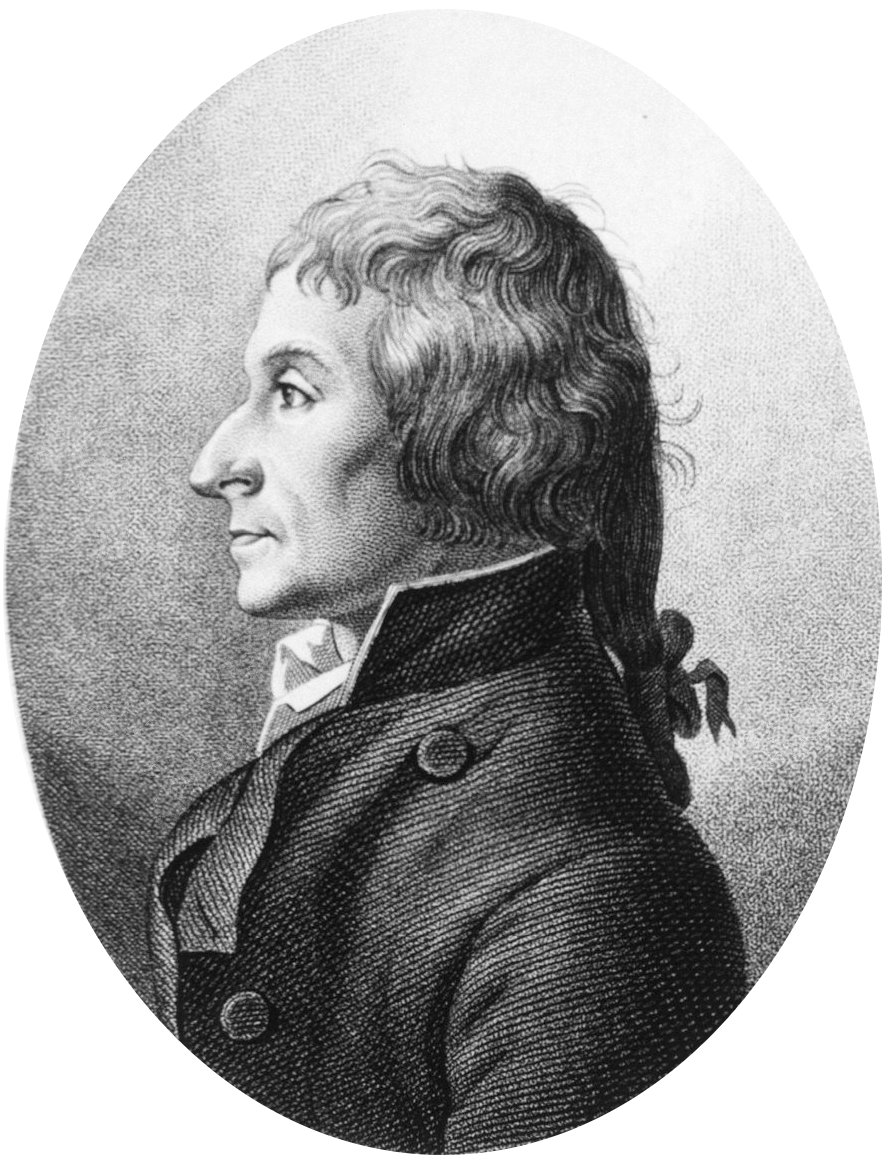

قانون النسب الثابتة أو التركيب المحدد ويسمى بالإنجليزية (Law of composition or Definite proportions)أكمل الفرنسي (بروست)دراسات أنطوان لافوازييه بعد وفاته وتبين له’ أن المركبات تحتوي على نسب ثابتة من العناصر المكونة لها’ ولاتتغير هذه النسب مهما اختلفت طرق تحضير المركب.فمثلا ملح الطعام النقي سواء حصلنا عليه من مياه البحار أو تم تحضيره من تفاعل كميائي’ فإنه يحتوي دائما على 39,3% من كتلته الصوديوم و60,7% من كتلته كلور ومن خلاصة أبحاث متعددة توصل بروست إلى القانون الذي ينص على أنه: يتألف كل مركب كميائي نقي من نسب وزنية ثابتة للعناصر المكونة له مهما اختلفت طرق تحضيره وهذا الأمر يتم حسابه عبر الكتلة الذرية الموجودة في الجدول الدوري A.G.R